# Ян Дашевський
Ян Казімєж Міхал Дашевський (пол. Jan Kazimierz Michał Daszewski) нар. 5 квітня 1916 року у Києві, пом. — 4 квітня 1942 року над Ла-Маншем — капітан-пілот Війська Польського.

## Життєпис
Син Яна Дашевського та Зофії Вайхт. Випускник Авіаційної школи підхорунжих у Дембліні (11-й випуск). Звання підпоручника йому було присуджено за принципом старшинства 15 жовтня 1938 р. та 75-ю локатою в корпусі офіцерів авіації, лінійна група.
У вересневій кампанії 1939 р. він воював у складі 112-ї винищувальної ескадрильї. Збив Junkers Ju 87B і в команді Do 17.
Учасник Французької кампанії — бився у винищувальній ланці капітана-пілота Тадеуша Опульського, що захищала авіабазу ЕАА-301 (заводи у Роморантені). Здійснив 30 бойових польотів на літаку Morane-Saulnier MS.406.
Ян Дашевський евакуювався до Великої Британії, а 2 серпня 1940 року став пілотом 303-ої ескадрильї (службовий номер P1503). Його досягнення Аркадій Фідлер описав у книжці «Дивізіон надії (книга)». Разом із Яном Зумбахом, Мірославом Ферічем та Вітольдом Локуцєвським належав до знаменитих «чотирьох мушкетерів» — команди польських пілотів, які воювали в Битві за Британію.
7 вересня 1940 р. під час одного з таких боїв він був важко поранений снарядом 20-мм калібру з Bf 110. Врятувався стрибком із парашутом. Після тривалого лікування повернувся до бойових польотів. У листопаді 1941 року став командиром групи «В» 303-ої ескадрильї.
4 квітня 1942 року, виконуючи бойове завдання на літаку Supermarine Spitfire Mk VB № AD 455, що полягало у прикритті бомбардувальників над територією Франції, разом із пілотами своєї ескадрильї він вступив у бій із німецькими винищувачами. Літак Дашевського був збитий і впав у протоку Ла-Манш. Ян Дашевський потонув.
Дашевський здійснив 90 бойових польотів сумарною кількістю 127 годин.
Він був (поряд із Маріаном Пісареком) одним із найвищих за зростом пілотів, завдяки чому отримав прізвисько Довгий Джо. У родинному домі та серед друзів його називали другим іменем (Казьо, Казік), саме тому в деяких публікаціях він фігурує як Казімєж Дашевський.

## Повітряні перемоги
У Списку Баяна фігурує на 69-й позиції з трьома точними і двома імовірними збиттями літаків Люфтваффе. Окрім цього, один літак він знищив на землі.
- Ju 87 — вересень 1939 р.
- 1/4 Do-17 — вересень 1939;
- Do 215 — 7 вересня 1940 (керував літаком Hurricana P3890);
- Bf 109 — 27 червня 1941.

Імовірно:
- Do 215 — 7 вересня 1940 (керував літаком Hurricana P3890);
- Bf 109 — 20 квітня 1941.

## Ордени та відзнаки
- Срібний хрест військового ордену Virtuti Militari
- Хрест хоробрих — чотириразово (четвертий раз посмертно)
- Авіаційна медаль[pl] — двічі
- Польова відзнака пілота
- Відзнака за рани та контузії[pl]